# Jürgen Nachtmann
Jürgen Nachtmann (* 22. September 1954; † 9. Juni 2013 in Speyer) war ein deutscher Fußballspieler. In der Saison 1977/78 hat er in der 2. Fußball-Bundesliga für die Vereine Wormatia Worms (2) und VfR Bürstadt (16-1) insgesamt 18 Zweitligaspiele absolviert. Im Februar 1973 wurde er von DFB-Trainer Jupp Derwall in der Amateurnationalmannschaft des DFB beim Länderspiel gegen Italien eingesetzt.

## Laufbahn
In den letzten zwei Runden der alten zweitklassigen Fußball-Regionalliga Südwest, 1972/73 und 1973/74, kam der Nachwuchsstürmer bei Wormatia Worms in der Regionalliga zum Einsatz. Am 12. November 1972, den 12. Spieltag, debütierte er beim 3:2-Auswärtserfolg gegen den 1. FC Saarbrücken. Das junge Talent aus dem Südwesten wurde am 28. Februar 1973 für Lorenz-Günther Köstner beim Länderspiel der deutschen Amateurnationalmannschaft gegen Italien eingewechselt. Unter Trainer Radoslav Momirski und an der Seite der Mitspieler Harald Braner, Emanuel Günther, Walter Horch, Norbert Janzon und Heiner Schmieh brachte es das Offensivtalent auf insgesamt 37 Regionalligaspiele und erzielte dabei drei Tore. Die Wormatia belegte 1973 den vierten, 1974 den sechsten Platz und war für die ab 1974/75 startende 2. Bundesliga qualifiziert. Der junge Angreifer schloss sich aber dem SV Alsenborn an, dem die Lizenz für die 2. Liga wegen technischer Unzulänglichkeiten der Platzanlage und wirtschaftlicher Unsicherheit bei der zukünftigen Entwicklung, verwehrt worden war.
Der Abstecher nach Alsenborn währte aber nur eine Runde, zur Saison 1975/76 kehrte der Angreifer nach Worms zurück. Die Wormatia war aus der 2. Bundesliga abgestiegen und spielte von 1975 bis 1977 in der Amateurliga Südwest. Nachtmann errang mit seinen Mannschaftskameraden jeweils die Meisterschaft, benötigte aber mit der Wormatia zwei Anläufe um sich 1977 in der Aufstiegsrunde gegen die Konkurrenten Borussia Neunkirchen und TuS Neuendorf durchzusetzen und in die 2. Bundesliga zurückzukehren.
Durch die Offensivrivalen Lorenz Horr (37-5), Walter Schuberth (35-7) und Werner Seubert (28-21) wurde Nachtmann von Trainer Werner Kern in der Hinrunde der Serie 1977/78 in der 2. Bundesliga nur zweimal eingesetzt, und schloss sich deshalb dem um den Abstieg kämpfenden Zweitligaaufsteiger VfR Bürstadt an. Er absolvierte bei den Südhessen 16 Spiele und erzielte ein Tor, Bürstadt stieg aber in das Amateurlager ab. Ab der Runde 1979/80 bis 1987 spielte Nachtmann danach noch bei Südwest Ludwigshafen in der Amateuroberliga Südwest. 
Nach seiner Spielerlaufbahn war er als Trainer tätig und Leiter einer Fußballschule.

## Privates
Jürgen Nachtmann war mit seiner Frau Elke verheiratet. Er starb 2013 nach langer Krankheit in einem Hospiz.